# باد مونسر آن در اشتاین-ارنبورگ
شهر باد مونسر آن در اشتاین-ارنبورگ در ایالت راینلند-فالتز در کشور آلمان واقع شده است.